# Club Balonmano Los Dólmenes Antequera
El Club Balonmano Los Dólmenes Antequera es un club de balonmano de la localidad malagueña refundado en 2012 que compite en la División de Honor Plata. Es la refundación del Club Balonmano Antequera desaparecido en 2012.

## Organigrama deportivo

### Jugadores
| Nº | Nombre             | Edad | Posición          | Altura (m) |
| -- | ------------------ | ---- | ----------------- | ---------- |
| 12 | Fran Alarcón       | 31   | Portero           | 1.84       |
|    | Tomás Mendieta     | 25   | Portero           | 1.93       |
| 6  | Joaquín Varo       | 19   | Central           | 1.78       |
| 9  | Nacho Moya         | 35   | Central           | 1.88       |
| 13 | Nico López         | 29   | Central           | 1.83       |
| 24 | Lorenzo Ruiz       | 19   | Central           | 1.80       |
| 10 | Alberto Ruiz       | 24   | Lateral izquierdo | 1.80       |
| 18 | Eduardo Escobedo   | 18   | Lateral izquierdo | 1.84       |
|    | Valerio Casero     | 20   | Lateral izquierdo | 1.93       |
| 14 | Martín Molina      | 31   | Lateral derecho   | 1.92       |
| 73 | Aitor Gómez        | 29   | Lateral derecho   | 1.80       |
| 3  | Nacho del Castillo | 31   | Extremo izquierdo | 1.83       |
| 23 | Alejandro Díaz     | 18   | Extremo izquierdo | 1.77       |
| 15 | Fernando Moreno    | 25   | Extremo derecho   | 1.80       |
|    | Raúl Morales       | 24   | Extremo derecho   |            |
| 2  | Antonio Pérez      | 20   | Pivote            | 1.93       |
| 20 | Cristobal Ortega   | 28   | Pivote            | 1.86       |
|    | Jota Abad          | 29   | Pivote            | 1.92       |

### Traspasos
Traspasos para la temporada 2023–24
Altas
- Valerio Casero (LI) desde ( BM Proin Triana) (Fin de cesión)
- Tomás Mendieta (PO) desde ( Agustinos Alicante)
- Raúl Morales (ED) desde ( BM Proin Triana)
- Jota Abad (PI) desde ( Balonmano Córdoba)

Bajas
- Lucas Grandi (LI) al ( TV Moehlin)
- Pau Guitart (PO) al ( BM Villa de Aranda)
- Isaac García (EI) al ( BM Villa de Aranda)
- Rafael Baena (PI) (Retirado)
- Daniel Podadera (ED) (Retirado)

### Cuerpo técnico
- Entrenador: Carlos Pastrana
- Ayte Entrenador: Micri Rueda
- Ayte Entrenador: Pepe Vegas
- Fisioterapeuta: Jesús Vegas
- Delegado: José Luis Jiménez